# محجب (ماهلية)
محجب هي إحدى قرى عزلة النهمة  بمديرية ماهلية التابعة لمحافظة مأرب، بلغ تعداد سكانها 720 نسمة حسب تعداد اليمن لعام 2004.